# Vincenzo Montella
Vincenzo Montella (Pomigliano d'Arco, el 18 de juny del 1974), és un exfutbolista italià que va jugar de davanter a l'AS Roma de la Serie A italiana entre d'altres. Montella, també va jugar per la selecció d'Itàlia entre el 1995 i el 2005. Actualment és l'entrenador de l'ACF Fiorentina.
El desembre de 2017 va fitxar pel Sevilla CF per a substituir Eduardo Berizzo, recentment cessat. Malgrat que va arribar a la final de la Copa del Rei, l'equip va fracassar en la lliga, i el 28 d'abril de 2018 Montella va ser despatxat, després d'una ratxa de nou partits sense guanyar.